# 2011-es sílövő-világbajnokság
A 2011-es sílövő-világbajnokságot március 3-a és 13-a között tartották az oroszországi Hanti-Manszijszkban. Az esemény megrendezésére további két pályázó település volt: Fehéroroszország fővárosa, Minszk, valamint Csehországból Nové Město na Moravě.

## Részt vevő nemzetek
| Egyesült Államok    |
| Andorra             |
| Ausztrália          |
| Ausztria            |
| Bosznia-Hercegovina |
| Bulgária            |
| Csehország          |
| Észtország          |
| Fehéroroszország    |
| Finnország          |
| Franciaország       |

| Horvátország    |
| Grönland        |
| Japán           |
| Kanada          |
| Kazahsztán      |
| Kína            |
| Dél-Korea       |
| Lengyelország   |
| Lettország      |
| Litvánia        |
| Észak-Macedónia |

| Magyarország       |
| Moldova            |
| Egyesült Királyság |
| Németország        |
| Norvégia           |
| Olaszország        |
| Oroszország        |
| Örményország       |
| Románia            |
| Spanyolország      |
| Svájc              |

| Svédország  |
| Szerbia     |
| Szlovákia   |
| Szlovénia   |
| Törökország |
| Ukrajna     |
| Új-Zéland   |
| 40 nemzet   |

## Éremtáblázat
| Hely     | Nemzet           | Arany | Ezüst | Bronz | Összesen |
| 1.       | Németország      | 4     | 3     | 0     | 7        |
| 2.       | Norvégia         | 4     | 1     | 3     | 8        |
| 3.       | Franciaország    | 1     | 1     | 2     | 4        |
| 4.       | Finnország       | 1     | 1     | 0     | 2        |
| 5.       | Svédország       | 1     | 0     | 1     | 2        |
|          |                  |       |       |       |          |
| 6.       | Oroszország      | 0     | 3     | 0     | 3        |
| 7.       | Ukrajna          | 0     | 1     | 2     | 3        |
| 8.       | Fehéroroszország | 0     | 1     | 0     | 1        |
|          |                  |       |       |       |          |
| 9.       | Ausztria         | 0     | 0     | 1     | 1        |
| 9.       | Olaszország      | 0     | 0     | 1     | 1        |
| 9.       | Szlovákia        | 0     | 0     | 1     | 1        |
|          |                  |       |       |       |          |
| Összesen | Összesen         | 11    | 11    | 11    | 33       |

## Férfi

### Egyéni
A verseny időpontja: 2011. március 8. / 13:15 CET
| #     | Versenyző            | Lövőhiba (F+Á+F+Á) | Időeredmény | Hátrány  |
| ----- | -------------------- | ------------------ | ----------- | -------- |
| Arany | Tarjei Bø            | 0+0+1+0            | 48:29.9     |          |
| Ezüst | Makszim Makszimov    | 0+0+0+0            | 49:09.9     | +40.0    |
| Bronz | Christoph Sumann     | 0+0+0+1            | 49:15.4     | +45.5    |
| 4.    | Emil Hegle Svendsen  | 0+2+0+0            | 49:19.6     | +49.7    |
| 5.    | Björn Ferry          | 0+1+0+0            | 49:46.8     | +1:16.9  |
| 6.    | Ole Einar Bjørndalen | 0+0+0+1            | 49:54.2     | +1:24.3  |
| 7.    | Michael Greis        | 0+1+0+0            | 49:55.4     | +1:25.5  |
| 8.    | Andreas Birnbacher   | 1+0+0+0            | 49:57.4     | +1:27.5  |
| 9.    | Makszim Csudov       | 0+0+0+0            | 50:10.6     | +1:40.7  |
| 10.   | Martin Fourcade      | 0+0+1+2            | 50:16.1     | +1:46.2  |
| ----  | ----                 | ----               | ----        | ----     |
| 97.   | Gombos Károly        | 1+2+0+2            | 59:50.3     | +11:20.4 |
| 112.  | Muskatal István      | 0+2+1+2            | 1:02:53.7   | +14:23.8 |

### Sprint
A verseny időpontja: 2011. március 5. / 10:00 CET
| #     | Versenyző           | Lövőhiba (F+Á) | Időeredmény | Hátrány |
| ----- | ------------------- | -------------- | ----------- | ------- |
| Arany | Arnd Peiffer        | 0+1            | 24:34.0     |         |
| Ezüst | Martin Fourcade     | 2+0            | 24:47.0     | +13.0   |
| Bronz | Tarjei Bø           | 1+0            | 24:59.2     | +25.2   |
| 4.    | Andrei Makoveev     | 0+0            | 25:04.0     | +30.0   |
| 5.    | Emil Hegle Svendsen | 1+1            | 25:04.4     | +30.4   |
| 6.    | Andreas Birnbacher  | 0+1            | 25:05.8     | +31.8   |
| 7.    | Christoph Stephan   | 1+0            | 25:08.8     | +34.8   |
| 8.    | Edgars Piksons      | 1+0            | 25:16.9     | +42.9   |
| 9.    | Michael Greis       | 1+1            | 25:27.4     | +53.4   |
| 10.   | Andrij Derizemlja   | 0+1            | 25:28.9     | +54.9   |
| ----  | ----                | ----           | ----        | ----    |
| 109.  | Gombos Károly       | 1+2            | 29:58.6     | +5:24.6 |
| 117.  | Muskatal István     | 2+2            | 31:05.5     | +6:31.5 |

### Üldözőverseny
A verseny időpontja: 2011. március 6. / 10:00 CET
| #     | Versenyző           | Lövőhiba (F+Á+F+Á) | Időeredmény | Hátrány |
| ----- | ------------------- | ------------------ | ----------- | ------- |
| Arany | Martin Fourcade     | 0+1+2+0            | 33:02.6     |         |
| Ezüst | Emil Hegle Svendsen | 0+0+1+1            | 33:06.4     | +3.8    |
| Bronz | Tarjei Bø           | 0+0+1+1            | 33:07.8     | +5.2    |
| 4.    | Arnd Peiffer        | 0+0+1+1            | 33:08.4     | +5.8    |
| 5.    | Andreas Birnbacher  | 0+0+1+1            | 34:06.6     | +1:04.0 |
| 6.    | Simon Fourcade      | 0+0+1+0            | 34:26.3     | +1:23.7 |
| 7.    | Andrij Derizemlja   | 0+0+1+1            | 34:32.9     | +1:30.3 |
| 8.    | Michal Šlesingr     | 2+0+2+0            | 34:37.6     | +1:35.0 |
| 9.    | Lukas Hofer         | 0+3+0+1            | 34:39.5     | +1:36.9 |
| 10.   | Björn Ferry         | 1+0+1+1            | 34:39.6     | +1:37.0 |

### Tömegrajtos
A verseny időpontja: 2011. március 12. / 14:30 CET
| #     | Versenyző            | Lövőhiba (F+Á+F+Á) | Időeredmény | Hátrány |
| ----- | -------------------- | ------------------ | ----------- | ------- |
| Arany | Emil Hegle Svendsen  | 0+0+0+1            | 38:42.7     |         |
| Ezüst | Jevgenyij Usztyugov  | 0+0+0+0            | 38:47.7     | +5.0    |
| Bronz | Lukas Hofer          | 0+0+0+1            | 38:57.0     | +14.3   |
| 4.    | Tarjei Bø            | 0+0+0+2            | 39:06.0     | +23.3   |
| 5.    | Ivan Cserezov        | 0+0+1+0            | 39:06.9     | +24.2   |
| 6.    | Ole Einar Bjørndalen | 1+0+0+0            | 39:11.5     | +28.8   |
| 7.    | Andrei Makoveev      | 0+0+0+0            | 39:32.5     | +49.8   |
| 8.    | Arnd Peiffer         | 2+0+0+1            | 39:36.4     | +53.7   |
| 9.    | Simon Eder           | 1+0+0+1            | 39:36.9     | +54.2   |
| 10.   | Martin Fourcade      | 0+0+1+2            | 39:37.5     | +54.8   |

### Váltó
A verseny időpontja: 2011. március 11. / 14:00 CET
| #     | Versenyző                                                                                    | Lövőhiba (F+Á)                           | Időeredmény                               | Hátrány | #   | Versenyző                                                                           | Lövőhiba (F+Á)                           | Időeredmény                               | Hátrány |
| ----- | -------------------------------------------------------------------------------------------- | ---------------------------------------- | ----------------------------------------- | ------- | --- | ----------------------------------------------------------------------------------- | ---------------------------------------- | ----------------------------------------- | ------- |
| Arany | Norvégia · Ole Einar Bjørndalen · Alexander Os · Emil Hegle Svendsen · Tarjei Bø             | 0+2 2+8 0+0 0+0 0+0 1+3 0+1 0+2 0+1 1+3  | 1:16:13.9 19:12.7 19:16.3 18:31.5 19:13.4 |         | 6.  | USA · Lowell Bailey · Jay Hakkinen · Timothy Burke · Leif Nordgren                  | 0+6 0+8 0+1 0+2 0+3 0+2 0+0 0+2 0+2 0+2  | 1:16:52.0 19:36.2 19:31.8 18:55.6 18:48.4 | +38.1   |
| Ezüst | Oroszország · Anton Sipulin · Jevgenyij Usztyugov · Makszim Makszimov · Ivan Cserezov        | 0+5 0+3 0+1 0+1 0+0 0+2 0+1 0+0 0+3 0+0  | 1:16:27.3 19:32.8 18:56.9 18:59.9 18:57.7 | +13.4   | 7.  | Németország · Christoph Stephan · Andreas Birnbacher · Arnd Peiffer · Michael Greis | 3+10 0+6 0+3 0+2 0+3 0+0 0+1 0+1 3+3 0+3 | 1:17:05.3 19:33.6 18:55.5 18:31.1 20:05.1 | +51.4   |
| Bronz | Ukrajna · Olekszandr Bilanenko · Andrij Derizemlja · Szerhij Szemenov · Szerhij Szednev      | 0+4 0+6 0+1 0+2 0+0 0+1 0+2 0+1          | 1:16:41.9 19:40.6 19:00.1 18:57.5 19:03.7 | +28.0   | 8.  | Szlovénia · Peter Dokl · Janez Marič · Vasja Rupnik · Klemen Bauer                  | 0+2 1+5 0+1 0+2 0+1 0+0 0+0 0+0 0+0 1+3  | 1:17:22.9 20:24.4 18:47.5 19:17.7 18:53.3 | +1:09.0 |
| 4.    | Svédország · Fredrik Lindström · Magnus Jonsson · Carl Johan Bergman · Björn Ferry           | 0+5 0+10 0+1 0+2 0+0 0+3 0+2 0+3 0+2 0+2 | 1:16:45.7 19:27.9 19:19.6 18:52.1 19:06.1 | +31.8   | 9.  | Ausztria · Simon Eder · Dominik Landertinger · Daniel Mesotitsch · Christoph Sumann | 0+4 1+6 0+0 1+3 0+1 0+0 0+3 0+2 0+0 0+1  | 1:17:31.8 20:14.1 18:56.0 19:38.4 18:43.3 | +1:17.9 |
| 5.    | Olaszország · Christian De Lorenzi · René-Laurent Vuillermoz · Lukas Hofer · Markus Windisch | 0+5 1+6 0+2 0+2 0+1 0+1 0+1 0+0 0+1 1+3  | 1:16:52.0 19:53.9 19:25.8 18:18.6 19:13.7 | +38.1   | 10. | Csehország · Jaroslav Soukup · Zdeněk Vítek · Ondřej Moravec · Michal Šlesingr      | 0+4 0+9 0+0 0+3 0+2 0+2 0+2 0+1          | 1:17:44.8 19:55.0 19:20.1 20:07.5 18:22.2 | +1:30.9 |

## Női

### Egyéni
A verseny időpontja: 2011. március 9. / 13:15 CET
| #     | Versenyző            | Lövőhiba (F+Á+F+Á) | Időeredmény | Hátrány |
| ----- | -------------------- | ------------------ | ----------- | ------- |
| Arany | Helena Ekholm        | 0+0+0+0            | 47:08.3     |         |
| Ezüst | Tina Bachmann        | 0+2+0+0            | 49:24.1     | +2:15.8 |
| Bronz | Viktorija Szemerenko | 1+0+0+2            | 50:00.4     | +2:52.1 |
| 4.    | Nadzeja Szkardzina   | 0+0+0+1            | 50:10.0     | +3:01.7 |
| 5.    | Magdalena Neuner     | 0+2+1+2            | 50:24.9     | +3:16.6 |
| 6.    | Marie Dorin          | 1+1+0+1            | 50:57.7     | +3:49.4 |
| 7.    | Ekaterina Yurlova    | 1+1+0+1            | 51:29.2     | +4:20.9 |
| 8.    | Veronika Vítková     | 0+0+1+1            | 51:43.5     | +4:35.2 |
| 9.    | Anastasiya Kuzmina   | 1+0+2+2            | 51:44.8     | +4:36.5 |
| 10.   | Tora Berger          | 1+1+2+1            | 51:53.0     | +4:44.7 |

### Sprint
A verseny időpontja: 2011. március 5. / 14:00 CET
| #     | Versenyző            | Lövőhiba (F+Á) | Időeredmény | Hátrány |
| ----- | -------------------- | -------------- | ----------- | ------- |
| Arany | Magdalena Neuner     | 0+0            | 20:31.2     |         |
| Ezüst | Kaisa Mäkäräinen     | 0+0            | 20:43.4     | +12.2   |
| Bronz | Anastasiya Kuzmina   | 0+1            | 21:11.2     | +40.0   |
| 4.    | Olga Zajceva         | 0+0            | 21:18.9     | +47.7   |
| 5.    | Helena Ekholm        | 0+0            | 21:32.2     | +1:01.0 |
| 6.    | Ekaterina Yurlova    | 0+0            | 21:47.5     | +1:16.3 |
| 7.    | Tora Berger          | 1+1            | 21:54.2     | +1:23.0 |
| 8.    | Marie Dorin          | 0+0            | 22:02.9     | +1:31.7 |
| 9.    | Miriam Gössner       | 1+1            | 22:06.9     | +1:35.7 |
| 10.   | Viktorija Szemerenko | 0+1            | 22:09.6     | +1:38.4 |

### Üldözőverseny
A verseny időpontja: 2011. március 6. / 12:30 CET
| #     | Versenyző          | Lövőhiba (F+Á+F+Á) | Időeredmény | Hátrány |
| ----- | ------------------ | ------------------ | ----------- | ------- |
| Arany | Kaisa Mäkäräinen   | 0+0+0+0            | 30:00.1     |         |
| Ezüst | Magdalena Neuner   | 0+0+0+2            | 30:21.7     | +21.6   |
| Bronz | Helena Ekholm      | 0+0+0+0            | 31:43.7     | +1:43.6 |
| 4.    | Andrea Henkel      | 0+0+0+0            | 32:00.8     | +2:00.7 |
| 5.    | Tora Berger        | 1+0+0+1            | 32:29.1     | +2:29.0 |
| 6.    | Anastasiya Kuzmina | 2+1+0+3            | 33:00.0     | +2:59.9 |
| 7.    | Miriam Gössner     | 0+0+4+0            | 33:12.4     | +3:12.3 |
| 8.    | Janka Gereková     | 0+0+1+2            | 33:15.8     | +3:15.7 |
| 9.    | Dorothea Wierer    | 0+0+0+0            | 33:17.3     | +3:17.2 |
| 10.   | Ekaterina Yurlova  | 1+2+0+0            | 33:24.6     | +3:24.5 |

### Tömegrajtos
A verseny időpontja: 2011. március 12. / 12:30 CET
| #     | Versenyző          | Lövőhiba (F+Á+F+Á) | Időeredmény | Hátrány |
| ----- | ------------------ | ------------------ | ----------- | ------- |
| Arany | Magdalena Neuner   | 0+1+2+1            | 36:48.5     |         |
| Ezüst | Darja Domracsava   | 2+1+0+0            | 36:53.3     | +4.8    |
| Bronz | Tora Berger        | 2+1+0+0            | 37:02.5     | +14.0   |
| 4.    | Kaisa Mäkäräinen   | 1+1+1+0            | 37:12.7     | +24.2   |
| 5.    | Teja Gregorin      | 0+0+1+0            | 37:13.4     | +24.9   |
| 6.    | Olga Zajceva       | 0+1+0+1            | 37:20.1     | +31.6   |
| 7.    | Helena Ekholm      | 0+1+0+1            | 37:23.2     | +34.7   |
| 8.    | Marie Dorin        | 0+0+0+1            | 37:28.3     | +39.8   |
| 9.    | Marie-Laure Brunet | 1+0+0+1            | 37:32.6     | +44.1   |
| 10.   | Anastasiya Kuzmina | 1+0+2+0            | 37:33.1     | +44.6   |

### Váltó
A verseny időpontja: 2011. március 13. / 11:00 CET
| #     | Versenyző                                                                                        | Lövőhiba (F+Á)                          | Időeredmény                               | Hátrány | #   | Versenyző                                                                                         | Lövőhiba (F+Á)                            | Időeredmény                               | Hátrány |
| ----- | ------------------------------------------------------------------------------------------------ | --------------------------------------- | ----------------------------------------- | ------- | --- | ------------------------------------------------------------------------------------------------- | ----------------------------------------- | ----------------------------------------- | ------- |
| Arany | Németország · Andrea Henkel · Miriam Gössner · Tina Bachmann · Magdalena Neuner                  | 0+7 2+6 0+2 0+1 0+2 2+3 0+2 0+2 0+1 0+0 | 1:13:31.1 18:40.8 19:02.4 18:59.6 16:48.3 |         | 6.  | Norvégia · Synnøve Solemdal · Ann Kristin Aafedt Flatland · Fanny Welle-Strand Horn · Tora Berger | 1:16:24.2 19:25.5 19:10.3 20:07.2 17:41.2 | 1:16:52.0 19:36.2 19:31.8 18:55.6 18:48.4 | +2:53.1 |
| Ezüst | Ukrajna · Valentina Szemerenko · Viktorija Szemerenko · Olena Pidhrusna · Okszana Hvosztenko     | 0+0 0+4 0+0 0+1 0+0 0+2 0+0 0+1 0+0 0+0 | 1:13:55.6 18:40.1 18:30.8 18:24.4 18:20.3 | +24.5   | 7.  | Svédország · Jenny Jonsson · Anna Carin Olofsson-Zidek · Anna Maria Nilsson · Helena Ekholm       | 0+2 0+7 0+0 0+1 0+2 0+2 0+0 0+3           | 1:16:35.1 19:57.3 18:30.2 19:54.0 18:13.6 | +3:04.0 |
| Bronz | Franciaország · Anais Bescond · Marie-Laure Brunet · Sophie Boilley · Marie Dorin                | 0+6 0+3 0+2 0+1 0+0 0+0 0+3 0+2 0+1 0+0 | 1:14:18.3 19:17.7 17:56.1 19:21.8 17:42.7 | +47.2   | 8.  | Szlovákia · Anastasiya Kuzmina · Jana Gereková · Martina Chrapánová · Martina Halinárová          | 0+1 1+11 0+0 0+3 0+1 0+3 0+0 0+2 0+0 1+3  | 1:17:43.8 19:07.4 18:42.2 19:20.7 20:33.5 | +4:12.7 |
| 4.    | Fehéroroszország · Nadzeja Szkardzina · Darja Domracsava · Nadzeya Pisareva · Ljudmila Kalincsik | 0+2 1+4 0+0 0+1 0+1 0+0 0+0 0+0 0+1 1+3 | 1:15:18.5 19:08.5 17:44.0 18:49.2 19:36.8 | +1:47.4 | 9.  | Oroszország · Ekaterina Yurlova · Anna Bogalij-Tyitovec · Szvetlana Szlepcova · Olga Zajceva      | 3+5 3+7 0+0 3+3 3+3 0+0 0+1 0+3 0+1 0+1   | 1:18:04.3 20:35.1 20:04.4 19:39.4 17:45.4 | +4:33.2 |
| 5.    | Olaszország · Michela Ponza · Karin Oberhofer · Katja Haller · Dorothea Wierer                   | 0+0 1+7 0+0 0+0 0+0 0+3 0+0 1+3 0+0 0+1 | 1:16:13.8 18:37.5 19:11.6 19:59.0 18:25.7 | +2:42.7 | 10. | Lengyelország · Paulina Bobak · Magdalena Gwizdoń · Monika Hojnisz · Agnieszka Cyl                | 0+4 0+5 0+1 0+0 0+2 0+1 0+1 0+2 0+0 0+2   | 1:18:26.6 20:11.0 19:33.9 19:56.5 18:45.2 | +4:55.5 |

## Vegyes váltó
A verseny időpontja: 2011. március 3. / 12:30 CET
| #     | Versenyző                                                                                 | Lövőhiba (F+Á)                          | Időeredmény                               | Hátrány | #   | Versenyző                                                                                      | Lövőhiba (F+Á)                          | Időeredmény                               | Hátrány |
| ----- | ----------------------------------------------------------------------------------------- | --------------------------------------- | ----------------------------------------- | ------- | --- | ---------------------------------------------------------------------------------------------- | --------------------------------------- | ----------------------------------------- | ------- |
| Arany | Norvégia · Tora Berger · Ann Kristin Flatland · Ole Einar Bjørndalen · Tarjei Bø          | 0+4 0+3 0+1 0+0 0+1 0+1 0+2 0+1 0+0 0+1 | 1:14:22.5 18:18.3 18:16.4 19:05.5 18:42.3 |         | 6.  | Oroszország · Szvetlana Szlepcova · Olga Zajceva · Jevgenyij Usztyugov · Ivan Cserezov         | 1+5 2+6 1+3 1+3 0+0 1+3 0+0 0+0 0+2 0+0 | 1:17:30.9 20:49.4 18:36.5 19:14.0 18:51.0 | +3:08.4 |
| Ezüst | Németország · Andrea Henkel · Magdalena Neuner · Arnd Peiffer · Michael Greis             | 0+5 0+3 0+2 0+0 0+0 0+0 0+1 0+2 0+2 0+1 | 1:14:45.4 18:45.0 17:25.0 19:06.3 19:29.1 | +22.9   | 7.  | Ausztria · Iris Waldhuber · Ramona Düringer · Dominik Landertinger · Christoph Sumann          | 0+4 1+6 0+1 0+0 0+1 0+2 0+0 0+1 0+2 1+3 | 1:17:39.5 19:36.8 18:58.9 19:29.9 19:33.9 | +3:17.0 |
| Bronz | Franciaország · Marie-Laure Brunet · Marie Dorin · Alexis Bœuf · Martin Fourcade          | 0+2 0+6 0+2 0+2 0+0 0+3 0+0 0+1 0+0 0+0 | 1:15:38.7 19:36.5 18:27.7 19:14.8 18:19.7 | +1:16.2 | 8.  | Ukrajna · Okszana Hvosztenko · Viktorija Szemerenko · Olekszandr Bilanenko · Szerhij Szemenov  | 1+4 1+5 1+3 0+0 0+0 1+3 0+1 0+2 0+0 0+0 | 1:17:42.9 20:15.1 19:01.8 19:34.5 18:51.5 | +3:20.4 |
| 4.    | Svédország · Helena Ekholm · Anna Carin Olofsson-Zidek · Björn Ferry · Carl Johan Bergman | 0+2 1+8 0+2 0+2 0+0 1+3 0+0 0+0 0+0 0+3 | 1:15:58.3 18:44.1 19:13.2 19:03.5 18:57.5 | +1:35.8 | 9.  | Finnország · Mari Laukkanen · Kaisa Mäkäräinen · Paavo Puurunen · Timo Antila                  | 0+3 1+7 0+1 0+2 0+0 0+0 0+0 0+2 0+2 1+3 | 1:17:46.7 19:26.6 17:42.6 19:52.9 20:44.6 | +3:24.2 |
| 5.    | Olaszország · Michela Ponza · Katja Haller · Christian De Lorenzi · Lukas Hofer           | 0+4 0+5 0+1 0+0 0+0 0+0 0+2 0+3 0+1 0+2 | 1:16:17.6 18:43.3 18:53.5 19:49.0 18:51.8 | +1:55.1 | 10. | Fehéroroszország · Nadzeja Szkardzina · Darja Domracsava · Szjarhej Novikav · Javhen Abramenka | 0+3 1+7 0+0 0+2 0+0 0+1 0+1 0+1 0+2 1+3 | 1:18:16.8 19:25.2 17:45.6 20:24.1 20:41.9 | +3:54.3 |